# Musisches Internat Martinihaus
Das Musische Internat Martinihaus in Rottenburg am Neckar ist ein römisch-katholisches Internat der Diözese Rottenburg-Stuttgart. Träger des Internats ist die diözesane Stiftung St. Martinus in Rottenburg.

## Geschichte
Das Internat Martinihaus wurde 1867 als Bischöfliches Knabenseminar gegründet. Die Absicht war die Erziehung von künftigen Priestern. In den Jahren 1900 bis 1910 wurde es aufgrund regen Andrangs vergrößert. Im Ersten Weltkrieg diente das Martinihaus zeitweilig als Quartier für Soldaten. Während des Zweiten Weltkriegs wurde es 1940 auf Verfügung der Nationalsozialisten geschlossen. In dieser Zeit konnten im Internat Schüler der Gehörlosenschule Schwäbisch Gmünd unbemerkt untergebracht werden.
Am 7. Januar 1946 wurde das Martinihaus als bischöfliches Studienheim wiedereröffnet. Seit 2001 führt es die Bezeichnung Musisches Internat und seit Oktober 2003 werden, nach einer großen Erweiterung, auch Mädchen aufgenommen.

## Ehemalige
Bekannte ehemalige Internatsschüler:
- Vinzenz Erath (1906–1976), deutscher Schriftsteller
- Alfons Auer (1915–2005), Professor für Moraltheologie
- Johannes Kreidler (* 1946), Weihbischof in Rottenburg-Stuttgart